# Maljurevac
Maljurevac (em cirílico:Маљуревац) é uma vila da Sérvia localizada no município de Požarevac, pertencente ao distrito de Braničevo, na região de Braničevo. A sua população era de 548 habitantes segundo o censo de 2002.

## Demografia
| 1948 | 1953 | 1961 | 1971 | 1981 | 1991 | 2002 |
| ---- | ---- | ---- | ---- | ---- | ---- | ---- |
| 732  | 781  | 800  | 792  | 751  | 668  | 548  |